# Altona North

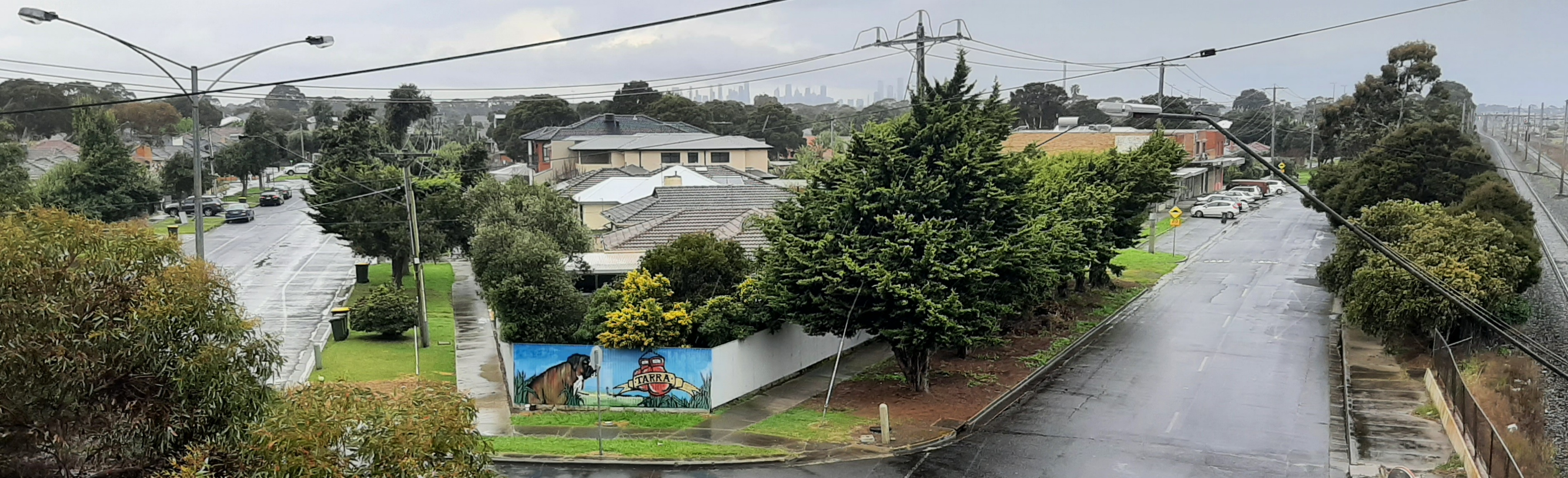
Altona North (2022)

Altona North ist eine Vorstadt von Melbourne in Australien, 9 km südwestlich des Stadtzentrums von Melbourne. Seine Local Government Area ist Hobsons Bay. Bei der Volkszählung 2016 wurde die Einwohnerzahl von 12.152 festgestellt.

## Geschichte
Das Postamt Altona North wurde am 11. April 1960 eröffnet, als sich der Ort zur selbständigen Gemeinde entwickelte. 1966 wurde das Postamt in Beevers umbenannt, da ein neues Postamt Altona North in der Duke Street südlich des alten eröffnet wurde. 1986 ersetzte das Postamt Altona Gate das Postamt Beevers.

## Industrie
In Altona North befindet sich eine der beiden einzigen Erdölraffinerien in Victoria. Sie gehört ExxonMobil.

## Sehenswürdigkeiten
- Altona Gate Shopping Centre
- Kororoit Creek Trail
- Kororoit Creek
- Kaufhaus Foot Locker

## Sport
Altona North besitzt einen Golfplatz im Altona Lakes Golf Club in Paisley Park an der Mason Street.
Altona Magic, die örtliche Fußballmannschaft, spielt in der Victorian Premier League und Altona East Phoenix in der Victorian State League 2 N/W.